# Ellijay (Georgia)
Ellijay település az Amerikai Egyesült Államok Georgia államában, Gilmer megyében, melynek megyeszékhelye is. Lakosainak száma 1862 fő (2020. április 1.).

## Népesség
A település népességének változása:

| 2010 | 1 619 |
| 2020 | 1 862 |